# Parafia Najświętszej Maryi Panny Szkaplerznej w Szynwałdzie
Parafia Najświętszej Maryi Panny Szkaplerznej w Szynwałdzie – parafia rzymskokatolicka, znajdująca się w diecezji tarnowskiej, w dekanacie Tarnów Wschód.